# Song Bo
Song Bo (chiń. 宋波; ur. 4 kwietnia 1985 roku) – chińska biegaczka narciarska. Była uczestniczką Mistrzostw świata w narciarstwie klasycznym w Sapporo (2007) i Libercu (2009), a także Zimowych Igrzysk Olimpijskich w Turynie (2006).

## Osiągnięcia

### Igrzyska olimpijskie
| Miejsce | Dzień     | Rok  | Miejscowość | Konkurencja            | Czas biegu  | Strata      | Zwyciężczyni     |
| ------- | --------- | ---- | ----------- | ---------------------- | ----------- | ----------- | ---------------- |
| 16.     | 18 lutego | 2006 | Pragelato   | sztafeta 4x5 km        | 58:42,5 min | +3:54,8 min | Rosja            |
| 57.     | 22 lutego | 2006 | Pragelato   | sprint stylem dowolnym | 2:27,07 min |             | Chandra Crawford |

### Mistrzostwa świata
| Miejsce | Dzień     | Rok  | Miejscowość | Konkurencja                            | Czas biegu  | Strata       | Zwyciężczyni        |
| ------- | --------- | ---- | ----------- | -------------------------------------- | ----------- | ------------ | ------------------- |
| 54.     | 22 lutego | 2007 | Sapporo     | sprint stylem klasycznym               | 3:17,31 min |              | Astrid Jacobsen     |
| 63.     | 27 lutego | 2007 | Sapporo     | 10 km stylem dowolnym                  | 28;30,6 min | +4:32,2 min  | Kateřina Neumannová |
| 42.     | 3 marca   | 2007 | Sapporo     | 30 km stylem klasycznym (start masowy) | 1:46:39,3 h | +16:52,2 min | Virpi Kuitunen      |
| 66.     | 19 lutego | 2009 | Liberec     | 10 km stylem klasycznym                | 34:01,6 min | +5:48,8 min  | Aino-Kaisa Saarinen |
| 49.     | 24 lutego | 2009 | Liberec     | sprint stylem dowolnym                 | 2:59,26 min |              | Arianna Follis      |

### Mistrzostwa świata U23
| Miejsce | Dzień     | Rok  | Miejscowość    | Konkurencja            | Czas biegu  | Strata | Zwyciężczyni |
| ------- | --------- | ---- | -------------- | ---------------------- | ----------- | ------ | ------------ |
| 43.     | 24 lutego | 2008 | Malles Venosta | sprint stylem dowolnym | 3:31,36 min |        | Vesna Fabjan |